# مورغان لانغلي
مورغان لانغلي (بالإنجليزية: Morgan Langley)‏ هو لاعب كرة قدم أمريكي في مركز الهجوم، ولد في 9 يونيو 1989 في هونولولو في الولايات المتحدة. لعب مع باتريك أتلتيك وفيلادلفيا يونيون ونادي بان.

## وصلات خارجية
- مورغان لانغلي على موقع قاعدة بيانات كرة القدم.إي يو (الإنجليزية)
- مورغان لانغلي على موقع Soccerway.com (الإنجليزية)